# Matías Duarte
Matías Duarte (geboren 1973) ist ein chilenischer Interfacedesigner und derzeit Vizepräsident des Designs bei Google. Vor seiner jetzigen Aufgabe war er der Direktor des User Experience (Nutzererlebnis) für das Betriebssystem Android. Die erste Version mit Elementen seines Designs war Android 3.0 „Honeycomb“.

## Karriere
Seine Karriere startete Duarte bei Psycroft, wo er am Computerspiel xBill mitarbeitete. 1996 wechselte er zu Hyper Image, 1997 zu MagicArts und im März 2000 zu Danger, wo er am Hiptop mitwirkte und dafür mit seinem Team den „Industrial Designer Rave Award“ gewann. Ab 2005 arbeitete er bei Helio und ab 2007 bei Palm Inc., wo er die Entwicklung des Human Interface und des User Experience des webOS leitete. Im März 2010 wurde Matías Duarte von Google als Direktor des Android User Experience angeheuert, wo er am Interface und am Design von Android 3.0 arbeitete.